# Dienst Landelijke Recherche
De Dienst Landelijke Recherche of DLR is een onderdeel van de Eenheid Landelijke Opsporing en Interventies van de Politie in Nederland. De dienst is opgericht bij de herinrichting van de politieorganisatie door de instelling van de Nationale politie per 1 januari 2013. Deze dienst is de opvolger van de gelijktijdig opgeheven Dienst Nationale Recherche. Tot 1 januari 2024 was de dienst onderdeel van de Landelijke Eenheid.
De Dienst Landelijke Recherche is de centrale recherche van de politie en richt zich op de bestrijding van zware en georganiseerde criminaliteit, maar ook op specifieke zaken als kinderporno, milieucriminaliteit, terrorisme en cybercriminaliteit. Daarnaast fungeert de dienst als officiële, nationale opsporingsinstantie als Nederlanders – of Nederlandse eigendommen buiten de Nederlandse landsgrenzen – betrokken raken bij of het doelwit zijn van aanslagen of activiteiten van de zware, georganiseerde criminaliteit.